# فردریک واسور
فردریک واسور (انگلیسی: Frédéric Vasseur؛ زادهٔ ۱۹۶۸ (۵۶–۵۷ سال)) مهندس، و مدیربرنامه ورزشی اهل فرانسه است.